# (37579) 1990 SO7
1990 SO7 (asteroide 37579) é um asteroide da cintura principal. Possui uma excentricidade de 0.13386880 e uma inclinação de 7.64698º.
Este asteroide foi descoberto no dia 22 de setembro de 1990 por Eric Walter Elst em La Silla.